# (63288) 2001 DW79
2001 دي دابليو 79 (ويعرف أيضًا باسم (63288) 2001 دي دابليو 79 وفق تسمية الكوكب الصغير) (بالإنجليزية: 2001 DW79)‏ هو كويكب ضمن حزام الكويكبات؛ وترتيبه 63288 من حيث الاكتشاف.
اكتُشف هذا الجُرم الفلكي بواسطة تعقب الأجرام القريبة من الأرض في 20 فبراير 2001.

## وصلات خارجية
- (63288) 2001 DW79 في قاعدة بيانات مختبر الدفع النفاث لأجرام النظام الشمسي الصغيرة

- الاكتشاف · مخطط المدار ·  العناصر المدارية · المعلمات المادية

- (63288) 2001 DW79 على موقع ويكي سكاي: DSS2, SDSS, GALEX, IRAS, Hydrogen α, X-Ray, Astrophoto, Sky Map, Articles and images